# UFC Fight Night: Benavidez vs. Figueiredo
UFC Fight Night: Benavidez vs. Figueiredo (também conhecido como UFC Fight Night 169 e UFC on ESPN+ 27) foi um evento de MMA produzido pelo Ultimate Fighting Championship no dia 29 de fevereiro de 2020, na Chartway Arena, em Norfolk, Virginia.

## Background
O evento foi o segundo realizado em Norfolk pelo UFC e o primeiro desde UFC Fight Night: Poirier vs. Pettis em Novembro de 2017.
Uma luta pelo Cinturão Peso Mosca do UFC entre Joseph Benavidez e Deiveson Figueiredo serviu de luta principal da noite. O Campeão Henry Cejudo anunciou em 19 de Dezembro de 2019 que iria vagar o cinturão peso mosca.
Uma luta nos meio médios entre Alex Oliveira e Mickey Gall foi marcada para o evento. Entretanto, a luta foi cancelada em 27 de Dezembro por motivos não revelados.
Uma luta nos penas entre Steven Peterson e Aalon Cruz foi marcada para este evento. Entretanto, Peterson teve que se retirar da luta e foi substituído pelo estreante Spike Carlyle.
Uma luta nos penas entre Mike Davis e Giga Chikadze era esperada para este evento. Entretanto, Davis teve que se retirar da luta devido a uma lesão. Com isso, a organização retirou Chikadze do evento por não conseguir achar um substituto e ele foi escalado para enfrentar Jamall Emmers no UFC 248, substituindo Movsar Evloev.
Uma luta nos leves entre Luis Peña e Alexander Muñoz foi marcada para este evento. Entretanto, em 23 de Fevereiro foi anunciado que Muñoz teria que se retirar da luta devido a uma lesão. Ele foi substituído por Steve Garcia.
Na pesagem, Figueiredo se apresentou com 57,8 kilos, 1,1 kg acima do limite por uma disputa de cinturão dos moscas, que é de 56,7 kg. Com isso, ele está imposibilitado de ganhar o cinturão, com apenas Benavidez apto a ganhar o cinturão caso vencesse. Figueiredo foi multado com 30% de sua bolsa, que foi para Benavidez e a luta procedeu no peso casado.

## Bônus da Noite
Os lutadores receberam $50.000 de bônus:
- Luta da Noite:  Kyler Phillips vs.  Gabriel Silva
- Performance da Noite:  Megan Anderson e  Jordan Griffin